# Perubahita binotata
Perubahita binotata är en insektsart som beskrevs av Delong 1984. Perubahita binotata ingår i släktet Perubahita och familjen dvärgstritar. Inga underarter finns listade i Catalogue of Life.